# Pluripotenz
Als pluripotent (von lateinisch plus „mehr“ und lat. potentia „Vermögen, Kraft“) bezeichnet man Stammzellen, welche die Fähigkeit besitzen, sich zu Zellen der drei Keimblätter (Ektoderm, Entoderm, Mesoderm) und der Keimbahn eines Organismus zu entwickeln. Sie können zu jedem Zelltyp eines Organismus differenzieren, da sie noch auf keine bestimmten Gewebetyp festgelegt sind. Jedoch sind sie, im Gegensatz zu totipotenten Stammzellen, nicht mehr in der Lage, einen gesamten Organismus zu bilden, da pluripotente Zellen keine extraembryonalen Gewebe bilden können. 
Mitunter werden die Begriffe totipotent und pluripotent nicht deutlich voneinander abgegrenzt. Vom Wortursprung her bedeutet totipotent jedoch „alles vermögend“ und pluripotent „mehr vermögend“.
In jüngerer Zeit werden vermehrt pluripotente (oder zumindest multipotente) Stammzellen aus den verschiedensten Geweben des Menschen isoliert. Für die Isolation und medizinische Weiterverwendung bieten sich vorrangig Knochenmark- und Nabelschnurblut als Quelle an. Die Forschung an Stammzellen verspricht Möglichkeiten zur Bekämpfung vieler Krankheiten, wird jedoch auch unter ethischen Gesichtspunkten kontrovers diskutiert. In einem neueren Ansatz werden somatische Zellen mittels Transfektion in einen Zustand der Pluripotenz zurückversetzt. Näheres zur Stammzellenforschung ist in den Artikeln über Stammzellen und Induzierte pluripotente Stammzellen nachzulesen.